# Gustaf Thor
Carl Gustaf Thor (i riksdagen kallad Thor i Nedansjö), född 11 september 1860 i Lysviks socken, Värmlands län, död 21 maj 1933 i Stöde församling, Västernorrlands län
, var en svensk tjänsteman och politiker (liberal).
Gustaf Thor var i ungdomen klampare vid Iggesunds bruk i Njutånger, och blev sedan faktor vid Skönviks brädgård i Stöde 1889 och därefter inspektor vid Skönviks trämassefabrik i Nedansjö i samma kommun. Han var också kommunalstämmans ordförande i Stöde.
Han var riksdagsledamot i andra kammaren 1894–1899 för Sköns tingslags valkrets samt 1909–1911 för Medelpads västra domsagas valkrets. I riksdagen tillhörde han 1895–1899 Folkpartiet, och 1909–1911 Frisinnade landsföreningens riksdagsgrupp Liberala samlingspartiet. Han var bland annat suppleant i statsutskottet 1909–1911. Som riksdagsman engagerade han sig särskilt åt tullfrågor.